# Vinex
Vinex is de afkorting voor Vierde Nota Ruimtelijke Ordening Extra, een nota ruimtelijke ordening van het Nederlandse ministerie van VROM uit 1991. Deze notitie, een vervolg op de Vierde nota ruimtelijke ordening uit 1988, bevat uitgangspunten voor de bouw van nieuwe woningbouwlocaties voor de periode tussen 1 januari 1995 en 1 januari 2005. Voor een aantal steden werd daarbij de richting aangegeven waar de nieuwe uitbreiding zou kunnen plaatsvinden; formeel gesproken was het echter aan provincies en samenwerkende gemeenten om de locaties te bepalen. Deze locaties aan de rand van grote steden voor massale nieuwbouw worden vaak Vinex-locaties of Vinex-wijken genoemd. De voorloper van de Vinex-wijk is de bloemkoolwijk. Sinds 2004 worden woonwijken ingericht op basis van de Nota Ruimte.
In het dagelijks gebruik wordt het begrip 'Vinex-wijk' breder uitgelegd. Strikt genomen worden met Vinex-wijken die uitleglocaties bedoeld die zijn vastgelegd in de convenanten tussen Rijk en de lagere overheden en die tussen 1995 en 2005 zijn verwezenlijkt. In het algemeen gebruik is 'Vinex-wijk' evenwel een synoniem geworden voor grootschalige nieuwbouwprojecten in het algemeen, ook die buiten de periode 1995-2005 zijn verwezenlijkt of buiten de vastgestelde locaties.

## Uitgangspunten van het Vinex-beleid

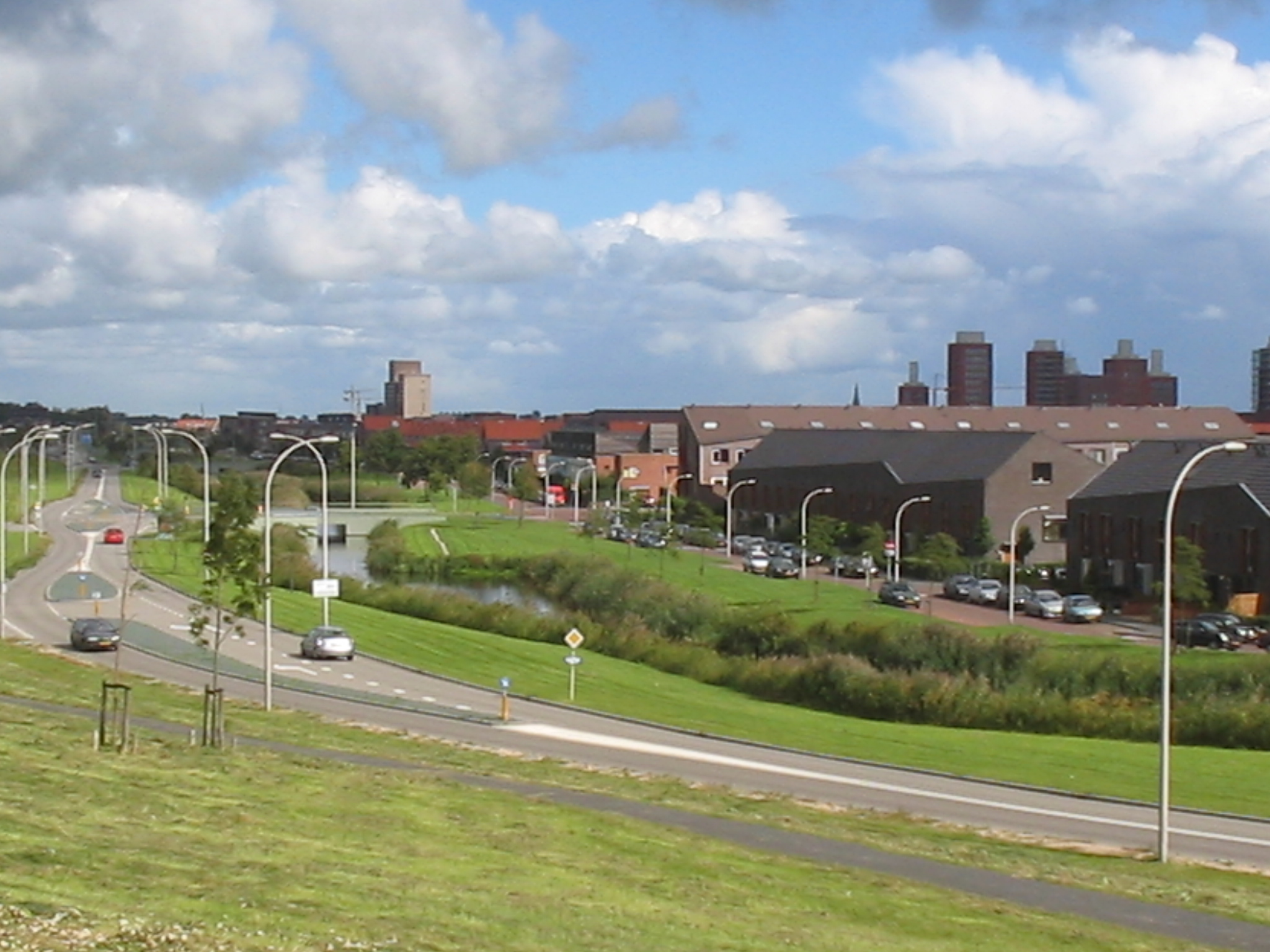
De Haagse Vinex-wijk Ypenburg

Om de verdere bevolkingsgroei van Nederland te accommoderen werd in het Vinex-document een aantal uitgangspunten vastgesteld voor de bouw van nieuwe woongebieden vanaf circa 1995. Het belangrijkste uitgangspunt was dat nieuwe woonwijken dicht bij de bestaande stadscentra moesten worden gepland. Hiermee moest worden bijgedragen aan de volgende doelen:
- Versterking van bestaande winkelcentra en voorzieningen (de nieuwe woonwijken vergroten als het ware de potentiële klantenkring)
- Beperken van de dreigende leegloop van (middel)grote steden in Nederland
- Bescherming van open gebieden in Nederland door verstedelijking te concentreren rond bestaande (middel)grote steden
- Beperken van automobiliteit tussen wonen, werken en voorzieningen (korte afstanden bieden meer mogelijkheden voor openbaar vervoer, fietsen en wandelen)

De Vinex-wijken moesten de zogenaamde 'goedkope scheefheid' op de woningmarkt verminderen. Dat wil zeggen dat bepaalde huishoudens in een 'te goedkope' woning wonen, waardoor deze woningen niet meer beschikbaar zijn voor huishoudens met een lager inkomen. Men probeerde het tekort aan goedkope woningen op te lossen door rijkere huishoudens naar de duurdere woningen in de Vinex-wijken te lokken. Alhoewel de rijksoverheid in uitvoeringscontracten met regionale overheden heeft aangegeven dat er maximaal 30% sociale woningen in de Vinex-wijken gebouwd mocht worden, is dit door deze regionale overheden en gemeenten veelal uitgelegd als dat er precies 30% goedkopere woningen gebouwd moesten worden.

## Misverstand

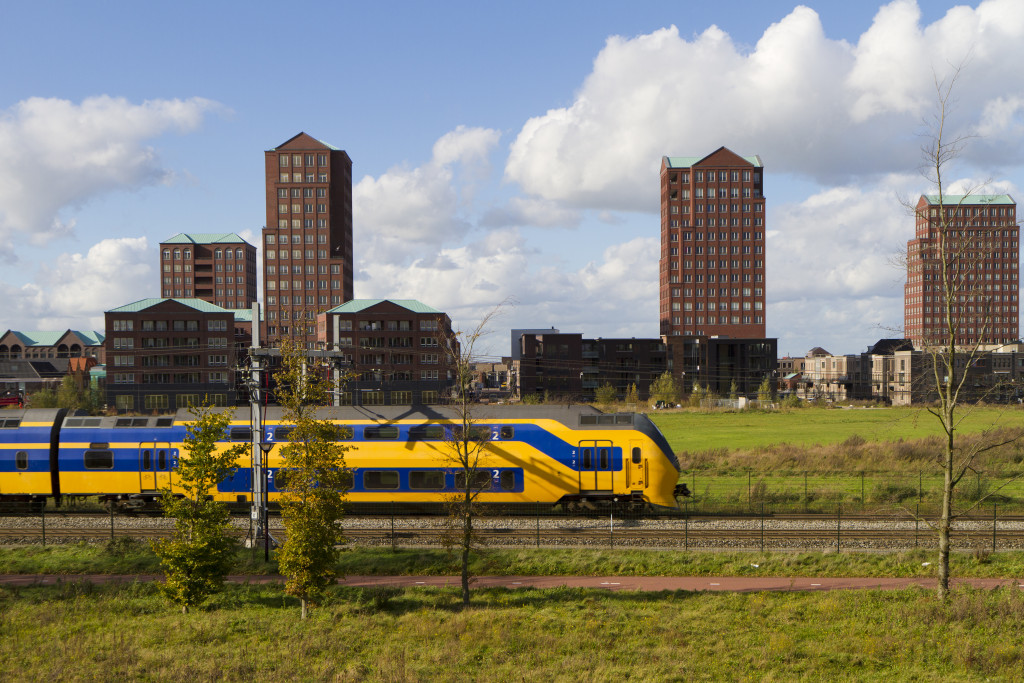
Huizen in Vathorst, een Vinex-wijk in Amersfoort

Over Vinex en de Vinex-wijken bestaan enkele misverstanden. Ten eerste zijn de Vinex-locaties niet door de Rijksoverheid opgelegd maar in overleg met de lagere overheden (gemeente en provincie) bepaald. Ten tweede heeft Vinex niet alleen betrekking op de grootschalige nieuwbouwwijken die in de periode na 1993 aan de randen van verschillende steden zijn verrezen maar ook op binnenstedelijke (her)ontwikkeling in die periode. Van de bouwopgave lag 39% in het binnenstedelijk gebied.

## Lijst van Vinex-locaties
Met Vinex-locatie bedoelt men veelal wat officieel een Vinex-uitleglocatie heette, dus een nieuwbouwwijk buiten de bestaande woonplaatsen, in tegenstelling tot binnenstedelijke nieuwbouw. Het ging om locaties die waren overeengekomen in akkoorden tussen het Rijk en provincies of regio's.
Alkmaar
- Vroonermeer

Almelo
- Nijrees

Almere
- Almere Stad
- Almere Buiten
- Almere Poort

Amersfoort
- Nieuwland
- Vathorst

Amsterdam
- IJburg
- Middelveldsche Akerpolder

Apeldoorn
- Woudhuis
- Osseveld
- Beemte Zuidbroek

Arnhem
- Schuytgraaf
- Saksen Weimar

Barendrecht
- Carnisselande

Bergschenhoek
- Oosteindsche Acker

Berkel en Rodenrijs
- Meerpolder

Beverwijk
- Broekpolder samen met Heemskerk

Breda
- Nieuw Ginneken IJpelaar
- Westerpark

Broek op Langedijk
- Bruggesloot

Capelle aan den IJssel
- 's-Gravenland

Den Haag
- Wateringse Veld
- Ypenburg
- Leidschenveen
- Made en Uithofspolder

Deventer
- De Vijfhoek

Dordrecht
- Buitenstad
- Oudelandshoek

Eindhoven/Veldhoven
- Blixembosch
- Meerhoven

Emmen
- Delftlanden

Enschede
- De Eschmarke

Etten-Leur
- De Keen
- Etten-Leur-Noord

Goirle
- Bakertand

Groningen
- De Held

Heemskerk
- Waterakkers
- Broekpolder samen met Beverwijk

Heerhugowaard
- Stad van de Zon

Helmond
- Brandevoort
- Dierdonk

Hendrik-Ido-Ambacht
- De Volgerlanden

Hengelo
- Vossenbelt

's-Hertogenbosch
- Empel
- Haverleij (Hoogveld II/Engelen)

Heteren
- Melkweide

Hoofddorp
- Floriande
- Toolenburg-Zuid

Houten
- Houten-Zuid

Huizen
- Vierde Kwadrant

IJsselstein
- Zenderpark

Leeuwarden
- Hempens-Teerns

Leiden
- Roomburg

Leiderdorp
- Leyhof

Maastricht
- Amby-Zuid
- Hazendans

Nieuw-Vennep
- Getsewoud

Nijmegen
- Waalsprong

Oegstgeest
- Broek en Simontjespolder

Oosterhout
- Vrachelen

Papendrecht
- Oostpolder

Pijnacker
- Delfgauw
- Pijnacker-Zuid

Purmerend
- Weidevenne

Rotterdam
- Nesselande

Schiedam
- Spaland-Oost

Sliedrecht
- Baanhoek West

Tilburg
- Reeshof

Utrecht
- Leidsche Rijn
- Veilinghaven

Vlissingen
- Lammerenburg

Voorhout
- Voorhout-Noord
- Hoogh Teylingen

Zaanstad
- Saendelft

Zoetermeer
- Oosterheem

Zutphen
- Leesten

Zwolle
- Stadshagen